# 長鬐邑城

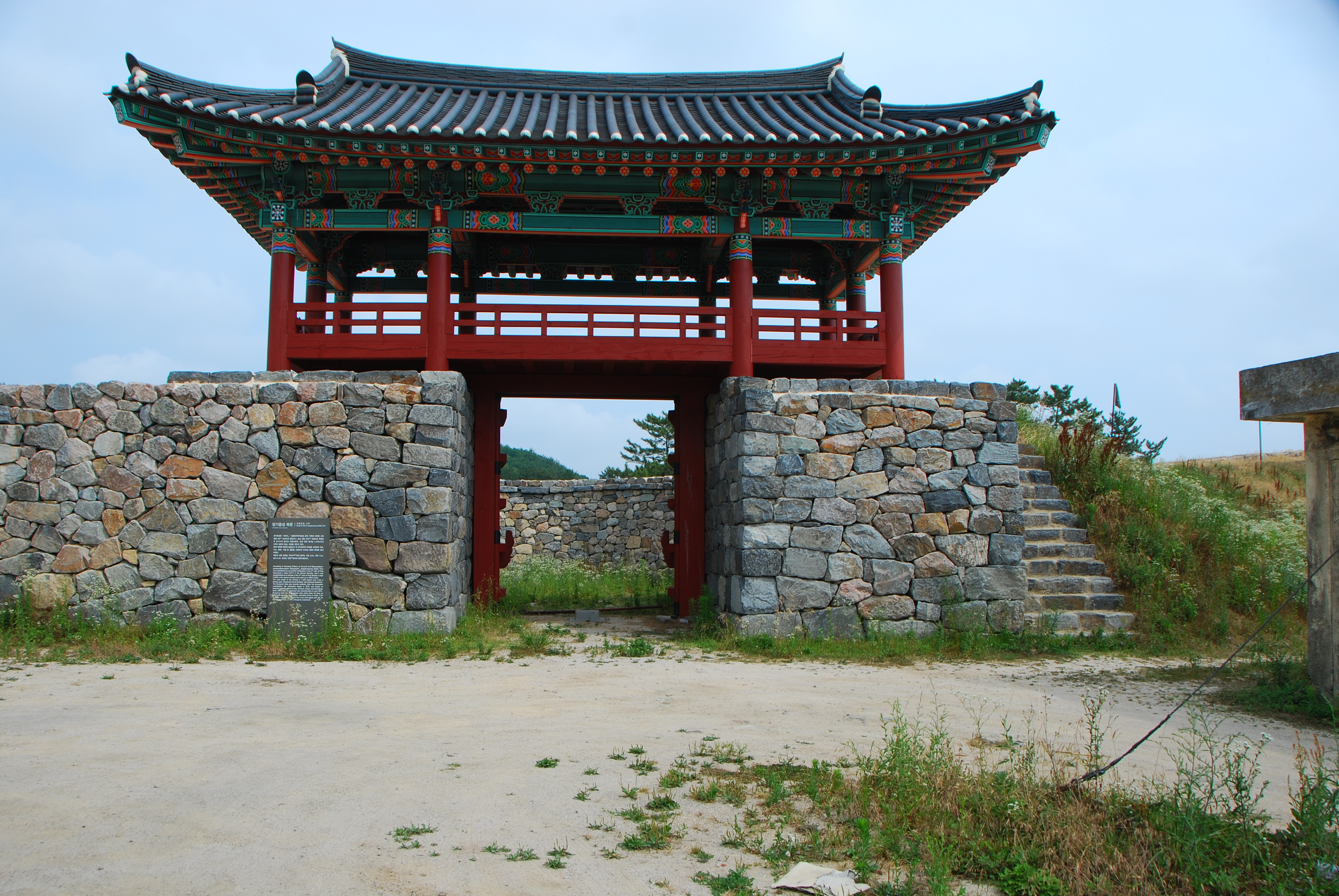
復元された北門

長鬐邑城（チャンギウプソン、ハングル：장기읍성）は、韓国慶尚北道浦項市南区長鬐面邑内里にある李氏朝鮮時代の邑城。山上にあって山城としての軍事機能と邑城としての行政機能を併せ持ったこの城は邑城研究の資料として高い評価を受けており、韓国の史跡第386号に指定されている。

## 構造
海抜252mの動楽山から東に延びる尾根の上にあり、その丘陵の下では長鬐川が東海（日本海）へと流れる。
西に山の頂が聳え立ち、南北に離れて近隣の村々があるこの地理条件は、有事の際に籠城して援軍を待つためのものとみられている。
城は東西に長い菱形ないし楕円形で周囲1300～1440m。城壁の高さは3.7～4.2m、城壁の厚さは上部が7~8mで下部が約5m。城壁には東・西・北の3つの城門と門の防御の為に築かれた小さな城闉甕城や12か所の城壁外側が四角形に付け加えられた形の雉城がある。
城内には水口が1か所、井戸が5つ、池が3か所あり、教育機関である長鬐郷校と東軒という官庁があった。東軒は現在、面事務所内に移設して保護してある。

## 歴史
『高麗史』によれば高麗の顕宗2年（1011年）に北からの女真族の侵入に備えて築かれた土城だったという。
その後李氏朝鮮時代の世宗21年（1439年）に倭寇に備えるため石城に改築して、東海岸の軍事基地と官衙として用いられた。 
『新増東国輿地勝覧』のなどの文献記録によれば、当時の邑城の周囲は2980尺（約1392m）、高さ10尺で、城内に4つの井戸と2つの飲馬池と呼ばれる池があったという。
1994年3月17日に長鬐面邑内里127-2外の124,936m2の範囲が「迎日長鬐邑城（영일장기읍성）」として大韓民国指定史跡第386号に制定された。2011年7月28日には登録名を「浦項長鬐邑城（포항 장기읍성）」に変更している。
2011年からは復元が計画されている。北門の門楼から復元を始め、一帯を文化遺跡公園に造成する予定となっている。